# Мортагуа (район)
Мортагуа (порт. Mortágua) — район (фрегезия) в Португалии, входит в округ Визеу. Является составной частью муниципалитета Мортагуа. Находится в составе крупной городской агломерации Большая Коимбра. По старому административному делению входил в провинцию Бейра-Алта. Входит в экономико-статистический субрегион Дан-Лафойнш, который входит в Центральный регион. Население составляет 2797 человек на 2001 год. Занимает площадь 27,38 км².